# علاقات الاتحاد السوفييتي الخارجية
استولى البلاشفة على الإمبراطورية الروسية القديمة في عام 1918 بعد الثورة الروسية. قابلتهم نزاعات هائلة في مواجهة القيصرية الألمانية بمُقتضى الحرب العالمية الأولى، وبعدها أيضًا في مواجهة كل من الأعداء المحليين -الحركة البيضاء- والدوليين خلال الحرب الأهلية الروسية المريرة. وقد أُعيد تنظيم روسيا القيصرية على هيئة الاتحاد السوفييتي في عام 1922. كان التعامل معها في البداية، وكأنها دولة منبوذة غير معترف بها بسبب تبرأها من الديون القيصرية وتهديداتها بتدمير الرأسمالية في الداخل وفي مختلف أنحاء العالم. وكانت موسكو قد أنكرت هدف الثورة العالمية بحلول عام 1922، وسعت إلى الحصول على الاعتراف الدبلوماسي والعلاقات التجارية الودية مع العالم، وكانت البداية مع بريطانيا وألمانيا. وصلت مساعدات تجارية وأخرى تقنية من ألمانيا والولايات المتحدة في أواخر العشرينيات من القرن العشرين. ففي عهد الديكتاتور جوزيف ستالين تحولت البلاد في ثلاثينيات القرن العشرين إلى قوة صناعية وعسكرية. وبعد سياسة التسوية التي اتبعتها بريطانيا وفرنسا (والتي أطلق عليها ستالين وصف «المناصرة للفاشية»)، تحول الاتحاد السوفييتي من إستراتيجية الأمن المشترك المناهض للفاشية إلى إستراتيجية الأمن القومي. ومن خلال التوقيع على معاهدة مع ألمانيا في عام1939، كان الاتحاد السوفييتي يأمل في إقامة منطقة مخففة التوتر بينها وبين ألمانيا. اجتاحت ألمانيا النازية الاتحاد السوفييتي في عام1941، الذي وصل إلى ضواحي لينينغراد وموسكو، ولكن الاتحاد السوفييتي أثبت قدرته على إلحاق الهزيمة بألمانيا النازية، وذلك بمساعدة من حلفائه الرئيسيين.
أصبح الاتحاد السوفييتي واحدًا من الدول الخمس الدائمة العضوية في مجلس الأمن التابع للأمم المتحدة الدولي في عام 1945-مع الولايات المتحدة وبريطانيا وفرنسا والصين، مما مَنحه حق النقض على أي من قرارات مجلس الأمن (اقرأ أيضًا: الاتحاد السوفييتي والأمم المتحدة). وقد كان الغضب الأمريكي والبريطاني من سيطرة الاتحاد السوفييتي على أوروبا الشرقية سببًا في اندلاع حرب باردة في عام1947، حيث كانت أوروبا الغربية منظمة اقتصاديًا بالاستعانة بمبالغ ضخمة من أموال مشروع مارشال للعون الاقتصادي من واشنطن. وتشكل المعارضة خطر التوسع السوفييتي الرئيسي الذي يقوم عليه حلف شمال الأطلنطي العسكري، في عام1949. لم يكن هناك حرب ساخنة، ولكن من خلال الحرب الباردة كان هناك معركة دبلوماسية وسياسية في مختلف أنحاء العالم بفعل الكتل السوفييتية وحلف شمال الأطلسي.
سيطر الكرملين على الدول الاشتراكية التي أسست في أجزاء أوروبا الشرقية جيشها الذي احتله في عام 1945. وبعد القضاء على الرأسمالية والمناصرين لهذا النظام، ربطهم بين الاتحاد السوفييتي من حيث الاقتصاد من خلال مجلس التعاون الاقتصادي ثم المؤسسة العسكرية من خلال حلف وارسو. وفي عام 1948، تفككت العلاقات مع يوغوسلافيا بسبب انعدام الثقة المتبادل بين ستالين وتيتو. وحدث انقسام مماثل مع ألبانيا في عام 1955. لم يكن للجيش السوفييتي سيطرة على الصين قط مثل يوغوسلافيا وألبانيا. كان الكرملين يتذبذب بين الفصيلين اللذين يقاتلان في الحرب الأهلية الصينية، ولكنه في النهاية أيّد الطرف المنتصر ماو تسي تونغ. كان ستالين وماو يدعمان كوريا الشمالية في غزوها لكوريا الجنوبية في عام 1950. ولكن الولايات المتحدة والأمم المتحدة حشدت القوة المضادة في الحرب الكورية (1950-1953). فقد قدمت موسكو الدعم الجوي ولكنها لم تقم بإرسال قوات برية. أرسلت الصين جيشها الضخم الذي جمد الحرب في نهاية المطاف. وبحلول عام 1960، تصاعدت الخلافات بين بكين وموسكو بعد أن خرجت عن نطاق السيطرة، ليُصبح البلدين من ألد الأعداء متنافسين للاستحواذ على الأنشطة الشيوعية في مختلف أنحاء العالم.
بلغ التوتر بين الاتحاد السوفييتي والولايات المتحدة الأمريكية أعلى مستوياته على الإطلاق خلال أزمة صواريخ كوبا عام 1962، حيث وضِعت الصواريخ السوفييتية على جزيرة كوبا في نطاق واسع من الأراضي الأمريكية كرد على غزو خليج الخنازير الفاشل وردع المزيد من الهجمات الأمريكية. وبإعادة النظر إلى تلك القضية فقد كان العالم في تلك الفترة، أقرب من أي وقت مضى على الإطلاق، إلى حرب نووية. وبعد حل الأزمة، تراجعت العلاقات مع الولايات المتحدة تدريجيًا إلى سبعينيات القرن العشرين، فبلغت درجة من الانفراج مع سعي كل من موسكو وبكين للحصول على تأييد أمريكي.
تولت حكومة اشتراكية السلطة في أفغانستان، في عام 1979، ولكنها عانت من الضغوط القاسية عليها، وطلبت حينها مساعدة عسكرية من موسكو. فقام الجيش السوفييتي بالتدخل لدعم الاشتراكيين، ولكنه وجد نفسه في مواجهة كبرى. كانت رئاسة رونالد ريغان في الولايات المتحدة مناهضة للسوفييت على نحو عنيف، وحشدت حلفائها لدعم حرب العصابات ضد السوفييت في أفغانستان.
وكان الهدف خلق شيء أشبه بحرب فيتنام، وهو ما من شأنه أن يستنزف القوات السوفييتية ومعنوياتها. عندما أصبح ميخائيل غورباتشوف زعيمًا للاتحاد السوفييتي في عام 1985، سعى إلى إعادة هيكلة الاتحاد السوفييتي بحيث يصبح أشبه بالنموذج الشمال الأوروبي للديمقراطية الاشتراكية الغربية، وبالتالي خلق اقتصاد القطاع الخاص. فقام بإجلاء القوات السوفييتية من أفغانستان وبدأ بتبني نهج غير منعزل من العلاقات بين الاتحاد السوفييتي وحلفائه من أوروبا الشرقية. ولقد استقبلت الولايات المتحدة هذا الموقف على نحو طيب، إلا أنه أدى إلى انفصال دول أوروبا الشرقية عن الاتحاد السوفييتي في العام 1989، ثم تفكك الاتحاد السوفييتي كاملًا في العام 1991. ولم تعد روسيا الجديدة شيوعية، تحت حكم بوريس يلتسن.
نفذت وزارة الخارجية السياسات الخارجية التي وضعها ستالين وبعد وفاته من قبل المكتب السياسي للحزب. وقد شغل أندري غروميكو منصب وزير الخارجية منذ ما يقارب ثلاثين عامًا (1957-1985).

## أيديولوجية السياسة الخارجية السوفيتية وأهدافها

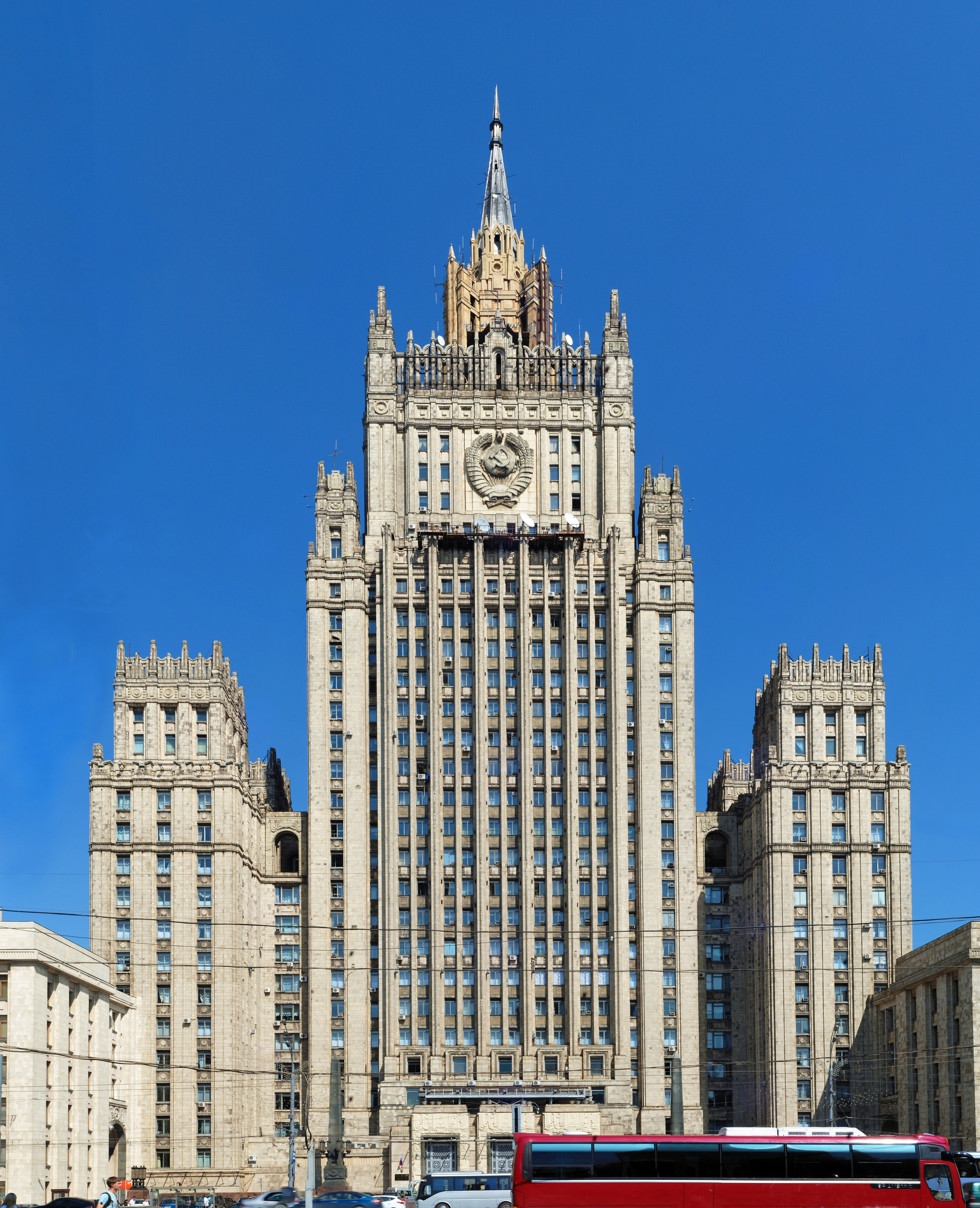
المبنى الرئيسي لوزارة الخارجية السوفيتية- أكتمل بناءه عام 1953

ووفقًا لمنظريّ الماركسية-اللينينية السوفييت، فإن الطابع الأساسي للسياسة الخارجية السوفياتية قد ورد في مرسوم فلاديمير لينين بشأن السلام، الذي اعتمده المؤتمر الثاني للسوفييت في شهر نوفمبر 1917. وقد أظهر الطبيعة المزدوجة للسياسة الخارجية السوفييتية، والتي تشمل كلًا من الأممية البروليتارية التعايش السلمي.
من جهة، تشير البروليتارية العالمية إلى القضية المشتركة للطبقة العاملة (أو البروليتاريا) في جميع البلدان التي تكافح للإطاحة بالبرجوازية بثورة اشتراكية. ومن ناحية أخرى، يشير التعايش السلمي إلى تدابير لضمان علاقات سلمية نسبية بين الحكومة والحكومة الرأسمالية. ويمكن اتباع كلتا السياستين في وقت واحد: التعايش السلمي غير مُستبعد لكنه يفترض معارضة حازمة للعدوان الإمبريالي ودعم الشعوب التي تدافع عن مكاسبها الثورية أو تكافح الاضطهاد الأجنبي.
لقد تراجع الالتزام السوفييتي في الممارسة العملية للأممية البروليتارية منذ تأسيس الدولة السوفييتية، رغم أن هذا العنصر من الأيديولوجية بقي له بعض التأثير على صياغة وتنفيذ السياسة الخارجية السوفييتية في وقت لاحق.
وعلى الرغم من أن الحكم العملي كان يمثل بلا شك جزءًا كبيرًا من السياسة الخارجية السوفيتية الأخيرة، فإن أيديولوجية صراع الطبقات الاجتماعية كانت لاتزال تلعب دورًا في تقديم نظرة إلى العالم وبعض المبادئ التوجيهية غير المحكمة للعمل في فترة الثمانينات.
إن الايديولوجية الماركسية اللينينية تعزز الخصائص الأخرى للثقافة السياسية التي تخلق موقف المنافسة والصراع مع الدول الأخرى.
وقد تم اضفاء الطابع الرسمي على أهداف السياسة الخارجية العامة للاتحاد السوفييتي في برنامج حزبي صدّق عليه موفدون إلى المؤتمر السابع والعشرين للحزب في فبراير-مارس عام 1986. ووفقًا للبرنامج، فإن «الأهداف والمبادئ التوجيهية الرئيسية للسياسة الدولية للمجلس» تشمل ضمان ظروف خارجية مؤاتية تُفضي إلى بناء الشيوعية في الاتحاد السوفييتي؛ والحد من خطر الحرب العالمية؛ ونزع السلاح؛ وتعزيز النظام الاشتراكي العالمي؛ إقامة علاقات ودية متكافئة مع دول (العالم الثالث) المحررة؛ والتعايش السلمي مع البلدان الرأسمالية؛ والتضامن مع الشيوعية الأحزاب التطورية الديمقراطية والحركة العمالية والنضال للحريات الوطنية.